# Элегантный сомик
Элегантный сомик , или штриховой сомик (лат. Corydoras elegans) — вид лучепёрых рыб семейства панцирных сомов (Callichthyidae), аквариумная рыбка.
В Европу впервые завезён в 1938, в СССР — в 1962 году, впервые в СССР разведён в 1965 году В. И. Бубновым и В. С. Носковым.

## Ареал
Corydoras elegans распространён в среднем течении Амазонки.

## Внешний вид
Форма тела — характерная для всех коридорасов. На голове узор из жёлтых и коричневых точек и полос, жаберные крышки с зеленоватым отливом, ирис глаза жёлтый. Спина желтовато-оливкового цвета, вдоль боковой линии проходят тёмная и желтовато-золотистая полосы, нижняя часть тела имеет желтоватый оттенок, плавники бесцветные, на спинном плавнике находятся четыре тёмных полосы.

## Содержание
Условия содержания обычны для рода Corydoras — слабокислая вода (pH 6,5—7,0) средней жёсткости (5—8 °dH), температурой +16…+20 °C.